# Przedsiębiorstwo Budownictwa Uprzemysłowionego we Wrocławiu
Przedsiębiorstwo Budownictwa Uprzemysłowionego we Wrocławiu (PBU) – wrocławski zakład przemysłowy działający w branży budowlanej od 1947 roku. Siedziba główna PBU mieściła się przy ul. Powstańców Śląskich we Wrocławiu. Przedsiębiorstwo posiadało też zakłady prefabrykacji Wrocławskiej Wielkiej Płyty przy ulicy Borowskiej, a od 1974 roku także przy ulicy Strzegomskiej we Wrocławiu.

## Historia

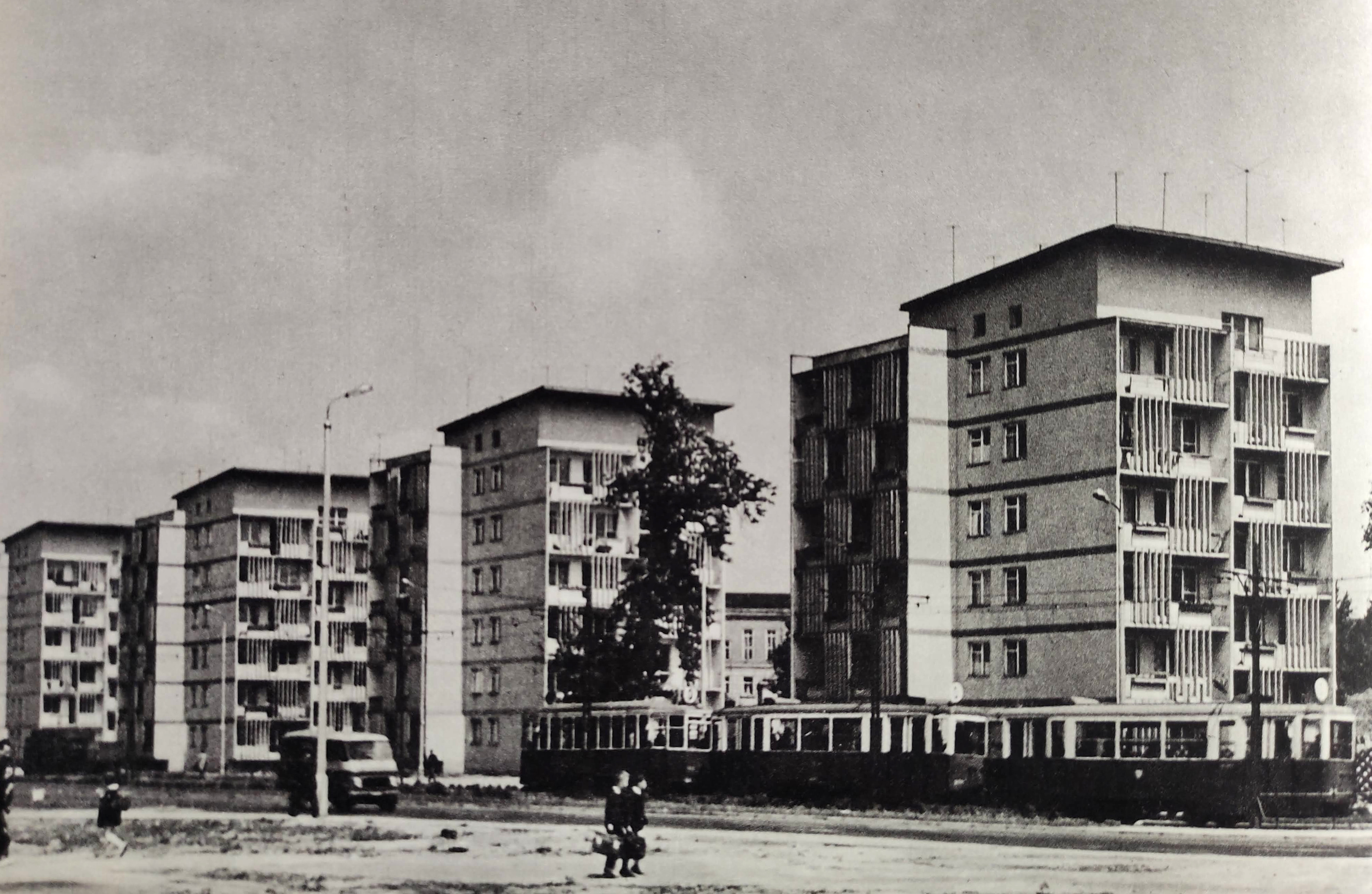
„Czworaczki”, czyli punktowce przy dzisiejszej ul. J. Piłsudskiego we Wrocławiu, wybudowane przez PBU w ramach szerszego projektu urbanistycznego w latach 1960–1965 r. Projekt słynnego wrocławskiego architekta i malarza Konrada Jarodzkiego z Biura Projektowo-Badawczego „Miastoprojekt Wrocław” był nowością na tamten czas. W 1961 r. „Czworaczki” zyskały tytuł Mistera Wrocławia.

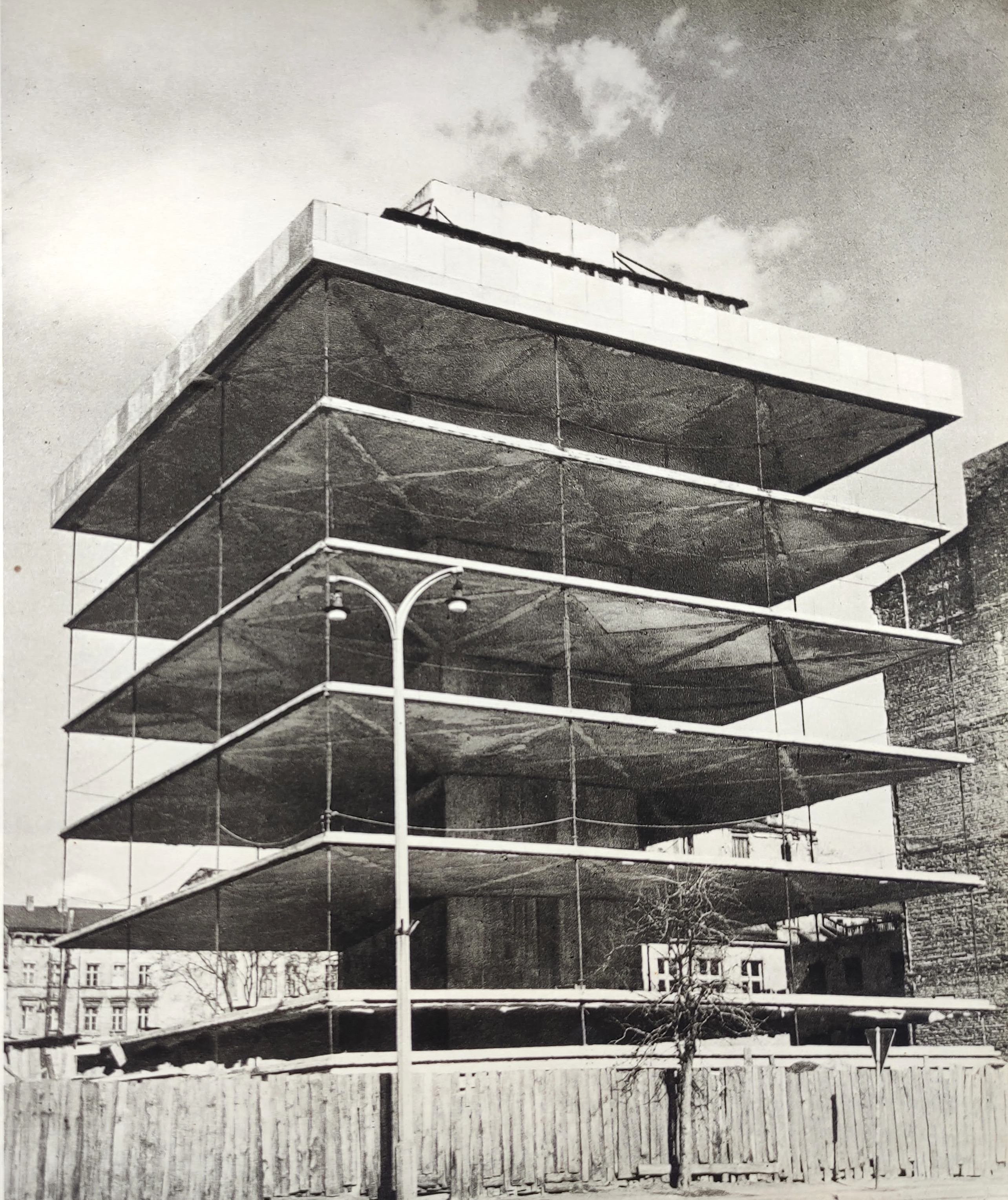
Modernistyczny „Trzonolinowiec” wybudowany przez PBU w 1967 r. Podstawą jego unikatowej konstrukcji jest centralnie posadowiony, żelbetowy trzon, do którego – na stalowych linach – podwieszone są prefabrykowane platformy stropów. „Trzonolinowiec” otrzymał tytuł „Domu Roku 1967”.

W efekcie niszczycielskich działań podczas II wojny światowej Wrocław utracił znaczną część zabudowy. Z ponad 30 tys. budynków mieszkalnych ocalała zaledwie jedna trzecia. W celu odbudowy miasta i jego zniszczonej infrastruktury w październiku 1945 roku utworzono Zrzeszenie Przedsiębiorców Budowlanych, późniejsze Przedsiębiorstwo Budownictwa Uprzemysłowionego Wrocław (PBU).
Początkowo Zrzeszenie prowadziło odbudowę zakładów przemysłowych (PAFAWAG), obiektów oświatowych (np. budynki Politechniki Wrocławskiej), kulturowych (zamek w Lubaniu oraz ratusz, kamienice i plac Nowy Targ we Wrocławiu), a także prace mostowe (odbudowa mostu Grunwaldzkiego i wiaduktu kolejowego na linii Wałbrzych–Kłodzko).
W latach 1954–1960 zakład wprowadził technologie budownictwa uprzemysłowionego, polegające na wykonywaniu głównej części budynku poza placem budowy (prefabrykacja). Tak powstała Kościuszkowska Dzielnica Mieszkaniowa oraz osiedle Huby. W 1967 roku Przedsiębiorstwo wybudowało Trzonolinowiec. Rok później przy ulicy Pretficza wzniesiono pierwszy budynek w technologii Wrocławskiej Wielkiej Płyty (WWP), produkowanej w zakładzie prefabrykacji przy ulicy Borowskiej, a od 1974 roku także przy ulicy Strzegomskiej. W technologii WWP zrealizowano wiele wrocławskich osiedli, jak np. Gaj czy Muchobór Mały. Od 1985 roku PBU wykonywało zlecenia także w Czechosłowacji i NRD.
We wrześniu 1991 roku PBU przekształcono w spółkę akcyjną, z przeniesieniem praw własności Skarbu Państwa w roku 1996. Likwidacja PBU SA rozpoczęła się w 2004 roku i trwała do 2008 roku. Do ostatnich inwestycji spółki należy budowa Szpitala Miejskiego przy ulicy Henryka Kamieńskiego oraz osiedla Polanka II. Szacuje się, że PBU wybudowało mieszkania dla niemal 300 tys. wrocławian.